# Malacopterus pavidus
Malacopterus pavidus är en skalbaggsart som först beskrevs av Ernst Friedrich Germar 1824.  Malacopterus pavidus ingår i släktet Malacopterus och familjen långhorningar.
Artens utbredningsområde är:
- Paraguay.
- Uruguay.

Inga underarter finns listade i Catalogue of Life.